# Palmira (Chiriquí)
Palmira è un comune (corregimiento) della Repubblica di Panama situato nel distretto di Boquete, provincia di Chiriquí. Si estende su una superficie di 57 km² e conta una popolazione di 1.776 abitanti (censimento 2010).  